# Драч
Драч (алб. Durrës или Durrësi) је град и лука на обали Јадранског мора, 33 km западно од Тиране. Други је град по насељености у Албанији и седиште округа Драч. Један је од најстаријих градова на том подручју, зачеци насеобине потичу из античког доба када је на том месту 627. п. н. е. основан град Епидамнос. Према попису из 2023. било је 101.728 становника.

## Историја
Драч су основали под именом „Епидамнос“ грчки колонисти из Коринта и Керкире 627. године п. н. е. По грчком историчару Тукидиду они су се нашли у спору узрокованом пелопонеским ратом. Од 229. п. н. е. припадао је Римљанима који су му дали име Дирахијум (Dyrrhachium) и изградили пут до Солуна, Виа Егнатиа, који је касније продужен све до Константинопоља. Град је под римском владом напредовао као значајан трговачки пристанишни центар.
Улазио је у састав Илирије, али је за време објаве рата Римљанима од стране илирског краља Генција град добровољно потчињен Римљанима. Од 393. до 400. после Христа, град је био под готским царем Аларихом. Он је ту населио Сармате и Хуне иу своје војске, које је потом истерао Маркелан Острогот 460. године, а 473. готски вођа Теодорик је завладао Илиријом и Драчом, његова престоница припала је њему. У Драчу је боравио и Цицерон као прогнаник, одабравши га за место свога заточеништва. Он је о Драчу записао да је стигао у слободан град, пријатан, но ако ли га буде узнемиравао бучан живот овог града, преселиће се на друго место. Из тога се да закључити да су у граду били театри, храм и разноврсна разонода, тј. да је град био велики. Ако се погледају старине које су остале, град је био, по Јастребову, десет пута већи него у његово време, крајем 19. века. Описује га тада као мизеран и прљав приморски градић. У време цара Августа био је украшен монументалним споменицима. Од тога је у време Јастребова остала само једна обезглављена статуа, бачена у двориште среске управе. Страшни земљотреси су задесили град 506. и 1273. године. Код Драча, у његовој долини, биле су две чувене битке које је Помпеј повео против Цезара. Помпејева војска се налазила у самом граду, Цезарова по брдима путем за Кавају и Тирану у близини луке Петра. Око 430. године се ту родио цар Анастасије I.

### Византијски Драч
Током највећег дела средњовековног раздобља, Драч је био под византијском валашћу, а повремено је потпадао под власт разних освајача (Бугари, Нормани, Млечани, Срби, Анжујци) чија се власт смењивала са византијском.
Још од поделе Римског царства (395), Драч је као главни град Новог Епира био под влашћу источноримских, односно византијских царева. Након реорганизације покрајинске управе, која је спроведена током 9. века, Драч је постао центар новоустановљене византијске Драчке теме, која је почетком 10. века допирала до града Љеша, али се касније, у време поновног јачања Византијског царства крајем 10. и почетком 11. века, проширла према северу све до Улциња и Бара, на граници према српској кнежевини Дукљи.
У исто време, током раздобља византијске власти, Драч је постао и значајан црквени центар, пошто се у том граду налазило средиште православне Драчке митрополије, која је била под јурисдикцијом Цариградске патријаршије. Упоредо са територијалним ширењем Драчке теме, постепено се ширила и надлежност драчких митрополита, који су крајем 10. и почетком 11. века под својом јурисдикцијом имали чак 15 епархија, укључујући и поједине епископије у околном арбанашком и српском залеђу (Кројанска, Љешка, Пилотска, Дривастанска, Скадарска, Барска, Дукљанска).
Током 11. века, Драч је био главни центар из кога су кретали походи византијских заповедника против српских владара у Дукљи и Травунији. Током византијско-норманских ратова, Нормани из јужне Италије су у више наврата покушали да овладају градом, што им је по први пут успело након опсаде Драча (1081). Иако је већ 1084. године враћен под византијску власт, Нормани су га поново освојили 1185. године, али накратко, након чега је враћен Византији.

### Под влашћу разних господара
Након прве пропасти Византијског царства (1204), Драч су 1205. године заузели Млечани, али већ око 1213. године град се нашао у саставу српске Епирске деспотовине, да би затим (1230) накратко потпао под бугарску, а затим поново под епирску власт. Драч је 1258. године потпао под власт краља Манфреда Сицилијанског, али након његове смрти (1266), град је поново потпао под епирску власт. Драч је 1272. године потпао под власт Карла I Анжујског, али већ 1284. године у граду се обнавља византијска власт. Недуго питом, Драч је 1296. године потпао под српску власт, али већ 1304. године поново га освајају напуљски Анжујци, који су 1332. године створили посебно Драчко војводство.
Драч је 1368. године од Анжујаца преутео албански великаш Карло Топија, чиме је град по први пут у историји потпао под албанску власт. Драчом је касније владао српски великаш, зетски господар Балша II Балшић (1385), који је узео титулу "дука драчки", а након његове смрти градом су поново овладале Топије. 1392. године, након смрти Ђорђа Топије Драч је потпао под власт Млетачке републике, која је држала град све до турског освајања (1501). У том периоду, Драч је био главни град Млетачке Албаније.

### Рани нови век
Турци су 1501. године преотели Драч од Млечана, чиме је започело ново раздобље у историји овог града, који је остао под влашћу Османског царства све до 1912. године. Године 1868. у Драчу је живело 5.000 становника. Артур Еванс је при свом обиласку Драча записао да се уверио да је многима у Драчу разумљив српски језик. И Иван Јастребов је описивао Драч. У његово време то је мизеран приморски градић у којем нема више од 400 кућа, српских, муслиманских, арнаутских православних, цинцарских и католичких, арнаутских и до 50 циганских. У читавом кадилуку је било 5400 кућа и 30000 хришћана и муслимана.

### Савремено доба
Драч је у првој половини 20. века најважнији трговачки центар Албаније. У две градске махале, Пали и Калми, живели су почетком 20. века бројни Срби муслиманске вере. Ови су се ту населили након окупације Босне и Херцеговине од стране Аустроугарске 1878. године. У махали Топана истицала се лепотом кућа браће Ђурашковића. Српска војска је место ослободила 17. новембра 1912. године; у град су ушли ратници новоформираног Шумадијско-албанског одреда. Православни митрополит драчки Јаков припадао је делу грађанства које је тражило да Драч припадне Србији. Драч је од стране православаца сматран за "стари српски град". Град је као свог заштитника славио српског Св. краља Владимира, чије су мошти Срби Епирци ту донели 1215. године. Лука која се тада налазила у запуштеном стању, нефункционална због блата и мочваре, требала је да постане српска извозна лука. За годину дана остварен је из Драча српски извоз од 2 милиона динара. Српске намере са перспективном морском луком су међутим осујетиле велике силе. По други пут, 1916. године српска војска и бројне избеглице стизали су преко албанских планина у луку Драч.
У годинама 1913. - 1920. Драч је био главни град Албаније. Значајну модернизацију је доживео после разорног земљотреса 1926. године а нарочито после Другог светског рата. Изграђена је железница која је спојила град са Тираном и касније са Елбасаном а од 2000. године је спојен и ауто-путем са Тираном.

## Садашњост
Бродске линије спајају град са италијанским градовима Баријем и Анконом као и другим италијанским пристаништима. Драч је најважније пристаниште за путнички и товарни саобраћај у Албанији, као и популарно летовалиште.
Овде се налази Археолошки музеј у Драчу.
Овде се налази ФК Теута Драч.

## Становништво
| Година       |
| Становништво |
| ------------ |

## Партнерски градови
- Истанбул
- Приштина
- Призрен
- Бари
- Улцињ
- Солун
- Бриндизи
- Андрија
- Марано ди Наполи

## Галерија
- Римски амфитеатар у Драчу
- Стара краљевска палата у Драчу
- Драч
- Велика џамија
- Лука у Драчу
- Венецијански кула